# As Cartas de J. R. R. Tolkien
As Cartas de J. R. R. Tolkien é um livro em que se reúne uma compilação de trechos de cartas escritas por John Ronald Reuel Tolkien, originalmente publicado em 1981, organizado por Humphrey Carpenter e com a assistência de Christopher Tolkien. A compilação contém 354 cartas, datando de outubro de 1914, quando Tolkien ainda era um estudante de graduação em Oxford, até 29 de agosto de 1973, quatro dias antes de sua morte.
Apenas algumas cartas foram usadas devido a grande quantidade de cartas escritas por J. R. R. Tolkien para diversos destinatárias durante sua vida, desta forma o livro mostra através das cartas de Tolkien o curso da vida do autor, tendo sido omitido pontos muito pessoais das cartas, os editores livro partiram, como relatam, do pressupondo que o leitor já tenham bom conhecimento sobre os detalhes da obra de Tolkien.

## Categorias
As cartas podem ser divididas em quatro categorias:
1. Cartas pessoais para a esposa de Tolkien, Edith, para seu filho Christopher Tolkien e seus outros filhos;
2. Cartas sobre a carreira de Tolkien como professor de anglo-saxão;
3. Cartas para seus editores na Allen & Unwin explicando sua falta de cumprimento de prazos e tópicos relacionados;
4. Cartas sobre a Terra-média.

A última categoria é de especial interesse para os fãs de Tolkien, pois fornece muitas informações sobre a Terra-média que não podem ser encontradas em nenhum lugar nas obras publicadas pelo próprio Tolkien.